# Zelena András
Zelena András (Gyöngyös, 1984. december 17. –)  Batthyány-Strattmann László-díjas tanatológus, a BGE dékánja és habilitált egyetemi docense, a Magyar Arany Érdemkereszt kitüntetettje.
A média gyakori szereplője társadalomtudományi kérdésekben, médiamegjelenéseinek száma ezres nagyságrendű.

## Élete
Szülei: Zelena István növényvédelmi szakmérnök és rendőr főtiszt, valamint B. Margit pedagógus. Szentendrén él. Egészségtudományból habilitált, értekezésének címe: Bereavement support in the hospital ward and during the period after ward care. PhD-doktori (cum laude) fokozatot (Erős F., Virág Z. témavezetésével szerzett), valamint részt vett a thanatology külföldi szakképzésben.
2010-től egy állami tulajdonú gazdasági társaság ügyvezető igazgatója, kétszer lett kutatói ösztöndíjas A Nemzet Fiatal Tehetségeiért ösztöndíj-program keretében, 2021-ben Batthyány-Strattmann László-díjat, 2018-ban Egészséghős Díjat kapott, 2024-ben a Magyar Arany Érdemkereszttel tüntették ki.. 2025-től a Budapesti Gazdaságtudományi Egyetem dékánja.
Az MTA Pszichológia Tudományos Bizottság köztestületi tagja, a Magyar Pszichiátriai Társaság rendes tagja, gyakori megszólalója, tudományos szakértője a TV2, RTL, MTVA, ATV és HírTV műsorok gyakori vendége.
Szakterülete a prae- és perinatális gyász, az online gyászmunka és a manipuláció szituatív kutatása.

## Munkahelyei
- 2025- BGE MÜKK - dékán
- 2016-2025 BGE Társadalomtudományi Intézet: habilitált egyetemi docens, tanszékvezető
- 2018-2020 MTA Kognitív Idegtudományi és Pszichológiai Intézet
- 2010-2014 Nonprofit Kft.: igazgató
- 2007-2013 SZTE: egyetemi tanársegéd, később óraadó

### Óraadó, meghívott előadó
- SZTE ÁOK Magatartástudományi Intézet Tanatológiai Kutatócsoport: meghívott előadó, kutató (2015-től)
- SZTE ETSZK 2016-2018
- Milton Friedman Egyetem (és jogelődjei) 2014-2021.
- SZFE

## Fontosabb tanulmányai, tudományos közleményei
- Examination of traumatized adults: the acting out (Österrich, Grosspetersdorf)
- The journey of parents bereaved by prenatal and perinatal loss to professional helpers
- Orvosi Hetilap: Hibás kommunikációs panelek perinatális veszteség esetén
- Mindennapi Pszichológia Rázott baba szindróma – ’Shaken Baby Syndrome’ vagy ’Abusive Head Trauma’
- Mentálhigiéné és Pszichoszomatika: A betegség- és kezelésdokumentáló szövegek közösségivé válása az újmédiában
- Orvosi Hetilap: Komplikált gyász felismerése az orvos szemszögéből
- Gyermekgyógyászati Továbbképző Szemle: Anyaság, gyász hétről hétre (esetismertetés): Gyásztanácsadás folyamata a Perinatális Intenzív Centrumban
- Kharon: Internetes tabudöntés utáni nyílt nap a krematóriumban
- Lege Artis Medicinae: Kommunikáció a hozzátartozóval. A gyermekintenzív ellátás pszichoszociális vonatkozásai
- Mindennapi Pszichológia: Rózsadombról albérletbe: Gyászföldolgozási technikák és életvégi tervezés
- Lege Artis Medicinae: Orvosok és rezidensek halálhír-közlési traumái a gyakorlatban[10]
- Kharon: Van-e helye a gyászjelentéseknek a közösségi portálokon?[11]
- GyászPortál: Mert gyermekünk előtt akkor sem sírunk, ha fáj
- Kharon: A halálhír közlése mint kommunikációs gesztus[12]
- Kharon: A fájlmegosztó oldalak "nyugodj békében" videóinak lélektanáról[13]
- Lege Artis Medicinae: Mennyi időt a betegre?[14]

## Szakmai szervezetek tagja
- Magyar Pszichiátriai Társaság – rendes tag
- Magyar Tudományos Akadémia Pszichológia Tudományos Bizottság – köztestületi tag
- Kharón Thanatológiai Szemle – szerkesztőbizottsági tag

## Díjak, elismerések
- Magyar Arany Érdemkereszt (2024)[4]
- Batthyány-Strattmann László állami kitüntetés, 2021[7]
- A Nemzet Fiatal Tehetségeiért ösztöndíj, 2017 és 2019
- Egészséghős Szakmai Díj, Innovátor kategóriában, 2018[15]
- Discipuli Pro Universitate Díj kiemelkedő tanulmányi eredménye és közéleti szerepvállalása elismeréséül, 2007, Adományozó: SZTE Rektora